# Cephalodella glandulosa
Cephalodella glandulosa är en hjuldjursart som beskrevs av Koch-Althaus 1962. Cephalodella glandulosa ingår i släktet Cephalodella och familjen Notommatidae. Inga underarter finns listade i Catalogue of Life.